# 14950 Alexandradelbo
14950 Alexandradelbo è un asteroide della fascia principale. Scoperto nel 1996, presenta un'orbita caratterizzata da un semiasse maggiore pari a 2,258318 UA e da un'eccentricità di 0,098442, inclinata di 6,374994° rispetto all'eclittica. Ha un diametro di 6,179 km e un periodo di rotazione di 3,27915 ore.